# Krampus (película)
Krampus (titulada: Krampus: El terror de la Navidad en Hispanoamérica y Krampus: Maldita Navidad en España) es una película de terror con toques cómicos inspirada en la leyenda alemana del Krampus. La película está dirigida por Michael Dougherty y protagonizada por Adam Scott, Toni Collette, David Koechner, Allison Tolman, Conchata Ferrell, Emjay Anthony, Stefania LaVie Owen y Krista Stadler. La cinta fue estrenada en diciembre de 2015.

## Argumento
En el centro comercial de la ciudad se presenta una obra de Navidad por parte de la escuela local, pero la obra se arruina cuando Max (Emjay Anthony) pelea con un compañero mientras sus padres, Tom (Adam Scott) y Sarah (Toni Collette) tratan de detenerlo pero la hermana mayor de Max, Beth (Stefania LaVie Owen) se divierte grabando y subiendo a internet el incidente.
De regreso a casa, Tom y Sarah regañan a Max por arruinar la obra de su escuela pero Tom señala que a pesar de ello le permitirá entregarle a Santa Claus la carta de Navidad, cosa que alivia a Max ya que aun cree en Santa y posee un fuerte espíritu navideño. Max va con su abuela, la madre austriaca de Tom, apodada cariñosamente como "Omi" y le pregunta si todavía cree en Santa Claus, a lo que Omi le responde que sí y le entrega un galleta de jengibre. En la noche, Sarah arregla su casa con adornos navideños mientras espera la llegada del resto de la familia.
La hermana de Sarah, Linda (Allison Tolman) llega a su casa con su esposo Howard (David Koechner) y sus malcriados hijos, Stevie (Lolo Owen), Jordan (Queenie Samuel), Howie Jr. (Maverick Flack), Chrissy (Sage Hunefeld) y su perra Rosie, además de la tía de Sarah y Linda, Dorothy (Conchata Ferrell); todos ellos individuos con un carácter desagradable que vuelve tortuosa la convivencia durante las fiestas. Durante la cena navideña, Stevie y Jordan leen frente a todos la carta de Navidad de Max burlándose de que aun cree en Santa y porque pide que su familia este unida como antes; Max enfurecido les quita la tarjeta y se va corriendo a su cuarto, no sin antes decir que odia la Navidad.
Tom va al cuarto de Max a consolarlo y allí el niño señala cuanto desea tener una Navidad antes, ya que durante los últimos años su familia se ha vuelto disfuncional y conflictiva. Aunque Max dice a Tom que aun quiere entregar su carta a Santa, en cuanto su padre sale de la habitación se deja llevar por la rabia rompiéndola y tirando los trozos por la ventana. 
Esa noche la mala convivencia entre la familia se hace evidente, así como su carencia de espíritu navideño; poco después, una gran tormenta de nieve se desata y corta la electricidad en toda la ciudad.
A la mañana siguiente Omi descubre la situación y se apresura a encender la chimenea, señalando que es crucial mantener la casa iluminada. Beth trata de llamar a su novio pero el móvil tampoco funciona, así que le dice a sus padres que saldrá de casa unos minutos a buscar a alguien para ayudarlos. Sarah recibe en la puerta una bolsa anónima llena de regalos que coloca en el ático para abrirla más tarde.
Mientras Beth camina por la nieve nota que no hay nadie en la ciudad pero escucha pisadas y descubre en el techo de una casa una gran figura con cuernos que la persigue saltando de casa en casa, Beth se esconde debajo de un automóvil hasta que la criatura se aleja, descubriendo que le dejó una caja musical desde donde una criatura pequeña con forma de un muñeco de juguete sale y la asesina.
Por la tarde Tom y Howard deciden buscar a Beth; anocheciendo llegan a la casa de su novio, que encuentran destrozada y llena de enormes huellas bípedas de aspecto caprino. Al salir de la casa, Howard es atacado por una criatura oculta bajo la nieve a la que Tom le dispara, logrando rescatar malherido a su cuñado, pero al regresar al vehículo descubren que ha sido destrozado y deben regresar a pie.
La familia decide tapar las ventanas y puertas por temor a que la criatura entre, decidiendo continuar buscando a Beth de día. Omi recomienda mantener la chimenea encendida, así que Howard se queda a vigilar pero se duerme durante la noche. Cuando el fuego de la chimenea se apaga. Un garfio con cadenas baja por la chimenea junto a una galleta de jengibre clavada en él que Howie Jr. intenta comerse y, cuando le da un mordisco, cobra vida y lo ataca arrastrándolo a la chimenea, el resto de la familia despierta e intenta ayudarlo, pero el niño es arrastrado hacia la chimenea y asesinado.
Omi entonces le revela a la familia que están siendo atacados por Krampus, un antiguo espíritu demoníaco mitad humano, mitad cabra que castiga a los que no respetan la Navidad, refiriéndose a sí mismo como "La sombra de Santa Claus". Omi también les cuenta que cuando era una niña, en su país natal, la pobreza provocó que los habitantes del pueblo, incluidos sus padres, perdiera su amor por la Navidad; ella intentó reavivar sin éxito el espíritu de los demás, pero en el momento que se dio por vencida y renegó de la Navidad Krampus se presentó junto a sus ayudantes y arrastró a sus padres y al resto del pueblo al Infierno. Omi fue la única sobreviviente, ya que fue perdonada porque aún poseía un poco de espíritu navideño, así que Krampus la dejó vivir entregándole un cascabel negro como recordatorio de lo que ocurre cuando alguien pierde el espíritu navideño.
Stevie y Jordan oyen a Beth llamándolos desde el ático y cuando suben son atacados por los juguetes de la bolsa. Mientras el resto se queda a vigilar Tom, Sarah y Linda suben a buscarlos, solo para descubrir que Jordan fue devorado por los juguetes, a los cuales los adultos ahora deben enfrentar. Abajo, Howard se enfrenta con su escopeta en la cocina a tres galletas de jengibre armadas con una pistola de clavos, acabándolas con la ayuda de Rosie. En el ático, Sarah, Tom y Linda escapan cargando a Stevie, mientras son perseguidos por los juguetes; una vez abajo la familia los enfrenta y acaba con casi todos tras una dura lucha excepto un payaso que se esconde en los ductos de ventilación.
Rosie entra a los ductos y a costa de su vida logra sacar al payaso de su escondite, los ayudantes de Krampus, unos duendes monstruosos, atacan a la familia y se llevan a Chrissy, la tía Dorothy y Howard intentan salvarla, pero son atrapados y asesinados junto a la bebé.
Al ver que el propio Krampus esta bajando por la chimenea para matarlos, el resto de la familia decide intentar huir del pueblo en la máquina quitanieves de Tom, pero en el último minuto, Omi cierra la puerta dejando que los demás huyan mientras ella gana tiempo enfrentando a Krampus quien, tras reconocerla, la asesina con los juguetes diabólicos de su saco.
La familia es perseguida por el payaso de juguete debajo de la nieve, por lo que Tom se sacrifica para que el resto llegue al quitanieves. Los demás logran llegar al vehículo, pero solo Stevie y Max logran subir, ya que Sarah y Linda son succionadas bajo la nieve y asesinadas.
Stevie y Max son atacados por Krampus y sus ayudantes, quienes rompen las ventanas y se llevan a Stevie. Max esquiva a los duendes y Krampus aparece ante él, para darle un cascabel negro como el de Omi, junto con los restos de su carta de Navidad, tras lo cual desaparece. Max comprende que era el único que mantenía su espíritu navideño y al perderlo Krampus pudo manifestarse.
Los ayudantes de Krampus amarran a Stevie y abren un gran hueco en la nieve que conduce al Infierno, Max encara a Krampus y le ruega que le devuelva a su familia a cambio de él. Krampus sin embargo, hace que sus ayudantes tiren a Stevie al Infierno, asesinándolo. Max comienza a llorar y Krampus se ríe, después este agarra a Max de la cabeza y lo sostiene a punto de tirarlo también al Infierno. Max se disculpa con Krampus por haber perdido el espíritu navideño y le dice que solo quería que su familia pasara la Navidad como lo hacían antes, Krampus le seca las lágrimas, pero aun así lo lanza al Infierno.
Max despierta en su cama el día de Navidad, mira por su ventana y ve su ciudad en la normalidad, luego baja las escaleras y encuentra a su familia completa e ilesa conviviendo alegremente sin evidencia de que algo haya ocurrido. Mientras abren los regalos, Max piensa que todo lo que pasó sólo fue una pesadilla hasta que abre su regalo y encuentra el cascabel negro. Toda la familia se queda en silencio dando a entender que también recuerdan lo que pasó. 
Krampus muestra que en realidad la casa y ellos está atrapada en una esfera de nieve en su guarida junto otras que contienen a sus anteriores víctimas, condenados a pasar la eternidad atrapados en el mundo de Krampus.

## Reparto
- Adam Scott como Tom Engel, padre de Max y Beth e hijo de Omi.
- Toni Collette como Sarah Engel, madre de Max y Beth, y hermana de Linda.
- Emjay Anthony como Max Engel, el niño protagonista, hijo de Tom y Sarah.
- David Koechner como Howard, esposo de Linda y padre de Stevie, Jordan, Howie Jr. y Chrissy.
- Allison Tolman como Linda, la hermana de Sarah y madre de Stevie, Jordan, Howie Jr. y Chrissy.
- Krista Stadler como Omi Engel, la madre austriaca de Tom y abuela de Max y Beth.
- Conchata Ferrell como la tía Dorothy, la malhumorada tía de Sarah y Linda.
- Stefania LaVie Owen como Beth Engel, la rebelde hija de Tom y Sarah, hermana de Max.
- Lolo Owen como Stevie, la malcriada prima de Max.
- Queenie Samuel como Jordan, la malcriada y regordeta prima de Max.
- Maverick Flack como Howie Jr., el callado hijo de Linda y Howard.
- Sage Hunefeld como la bebé Chrissy, hija menor de Howard y Linda.
- Luke Hawker como Krampus, un antiguo demonio mitad humano, mitad cabra que castiga a los que pierden la esencia de la Navidad.[2][3][4]

## Producción
En mayo de 2014 Legendary Pictures firmó un acuerdo con Michael Dougherty para que dirigiera y escribiera, junto a Todd Casey y Zach Shield, una película basada en la antigua leyenda sobre Krampus, un demonio pagano centroeuropeo con forma de hombre cabra que secuestra y castiga a los niños malos y que encuentra su lugar en los orígenes más oscuros de las fiestas que conocemos como Navidad. Por aquel entonces Kevin Smith tenía en marcha otro proyecto sobre Krampus titulado The Anti-Claus, con Justin Long y Haley Joel Osment, al que le tomó la delantera la película de Legendary Pictures.
A finales de verano Universal Pictures se hizo cargo de la distribución con una fecha de estreno original para el 25 de noviembre de 2015 que más tarde se movería al 4 de diciembre.
La película se empezó a rodar en marzo de 2015 en los Stone St. Estudios de Wellington, Nueva Zelanda y sus efectos especiales corrieron a cargo de Weta Workshop